# 3499 Hoppe
3499 Hoppe је астероид главног астероидног појаса са средњом удаљеношћу од Сунца која износи 3,105 астрономских јединица (АЈ).
Апсолутна магнитуда астероида је 12,3.